# Андапа
Андапа (фр. Andapa) — город на Мадагаскаре.

## География
Расположен в северо-восточной части страны, в округе Андапа региона Сава, в 108 км к юго-западу от города Самбава.

## Население
Население по данным на начало 2012 года составляет 23 192 человека; население по данным переписи 1993 года насчитывало 14 602 человека.

## Экономика
Около 88 % населения города заняты в сельском хозяйстве, основные культуры которого — рис, томаты, ваниль, бобовые. 1,5 % населения заняты в промышленности и 10 % — в сфере услуг.